# Anto Drobnjak
Anto Drobnjak (født 21. september 1968) er en tidligere serbisk fodboldspiller.

## Serbiens fodboldlandshold
| Serbiens landshold | Serbiens landshold | Serbiens landshold |
| År                 | Kmp                | Mål                |
| ------------------ | ------------------ | ------------------ |
| 1996               | 1                  | 0                  |
| 1997               | 2                  | 1                  |
| 1998               | 3                  | 1                  |
| Total              | 6                  | 2                  |